# Academia Verlag
Academia Verlag ist ein Wissenschaftsverlag, der bis Ende 2017 seinen Sitz in Sankt Augustin hatte, Geschäftsführer war Jürgen Richarz. Anfang 2018 wurde der Verlag vom Nomos Verlag in Baden-Baden übernommen und von diesem als Imprint fortgeführt. Die Werke des Verlags werden über die Nomos eLibrary elektronisch verfügbar gemacht.

## Geschichte
Der Verlag wurde 1988 in Sankt Augustin gegründet. Vorgänger war der auf das Jahr 1967 zurückgehende Verlag Hans Richarz. Dieser war auf Großdrucke spezialisiert und seinerzeit Marktführer. 1987 ging er im CW Niemeyer Buchverlag auf. Richarz konzentrierte sich dann auf ein wissenschaftliches Programm. 1988 erfolgte die Umwandlung in eine GmbH.

## Programm
Der Verlag verlegt wissenschaftliche Bücher und Zeitschriften mit Schwerpunkt Philosophie, Sportwissenschaft, Pädagogik, Politikwissenschaft, Geschichte, Musikwissenschaft und Anthropologie. Es erscheinen auch mehrere Buchreihen. Eine enge Zusammenarbeit besteht zum Liberalen Institut der Publikationen des Friedrich-Naumann-Stiftung für die Freiheit.

## Zeitschriften
Zu den im Verlag erscheinenden Zeitschriften gehören u. a.:
- Conceptus. Zeitschrift für Philosophie
- Jahrbuch für Hegelforschung
- Méthexis. Rivista internazionale di filosofia antica / International Journal for Ancient Philosophy
- Skepsis. A Journal for Philosophy and Interdisciplinary Research
- Stadion. Internationale Zeitschrift für Geschichte des Sports / International Journal of the History of Sport / Revue International d' Histoire du Sport